# Rochelia campanulata
Rochelia campanulata är en strävbladig växtart som beskrevs av Mikhail Grigoríevič Popov och Zakirov. Rochelia campanulata ingår i släktet Rochelia och familjen strävbladiga växter. Inga underarter finns listade i Catalogue of Life.